# Церква Святого Михайла (Сможе)
Церква Святого Архангела Михайла, також Михаїла — колишня дерев'яна церква, пам'ятка архітектури національного значення, у селі Сможе Сколівського району на Львівщині. Використовувалась спільно громадою УГКЦ і ПЦУ.

## Історія і архітектура

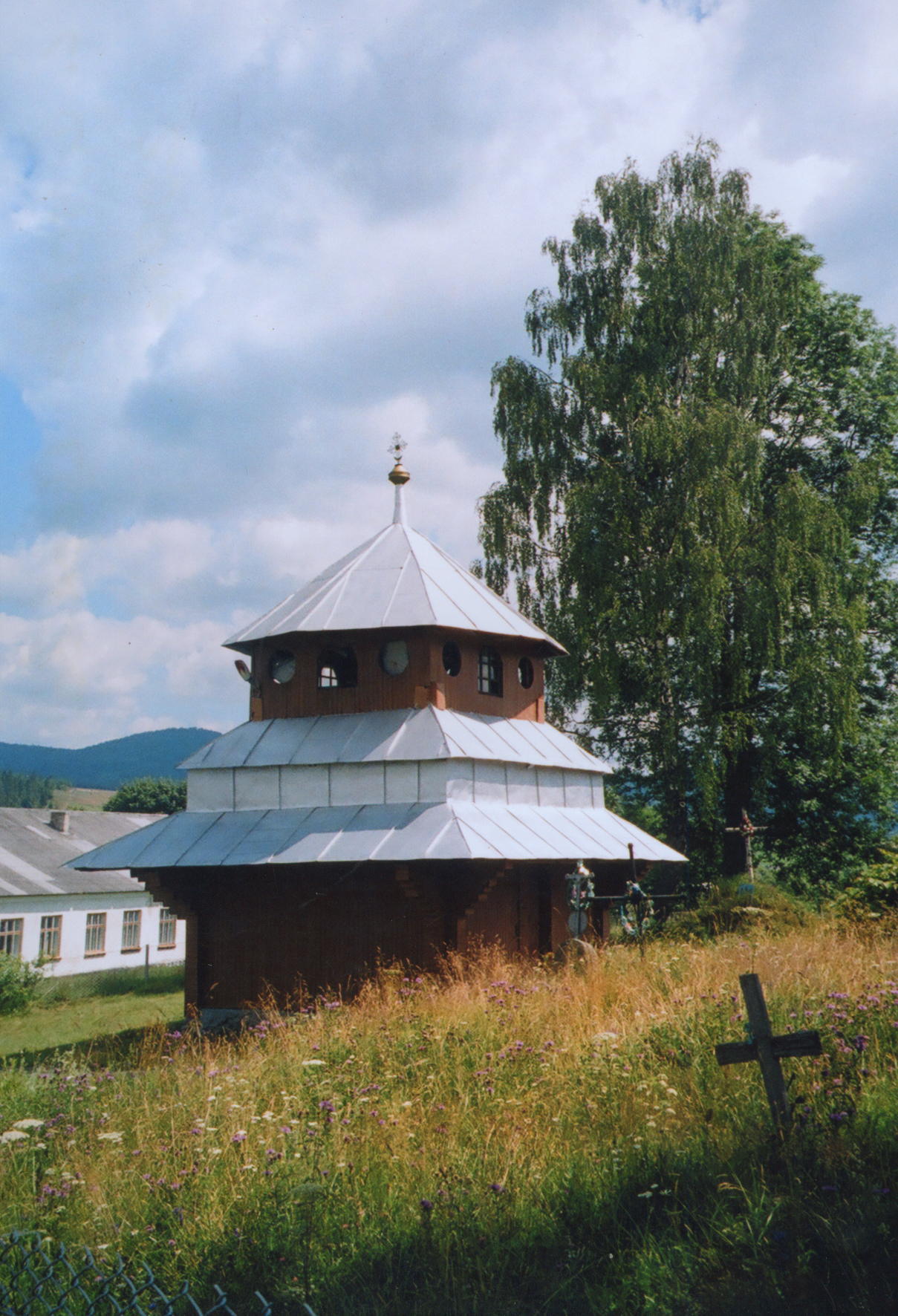
Дзвіниця. Біла одноповерхова споруда за дзвіницею — восьмирічна школа

Плебанія (будинок для сім'ї священика) збудована з дерева в 1835, у 1864 знищена грибом.

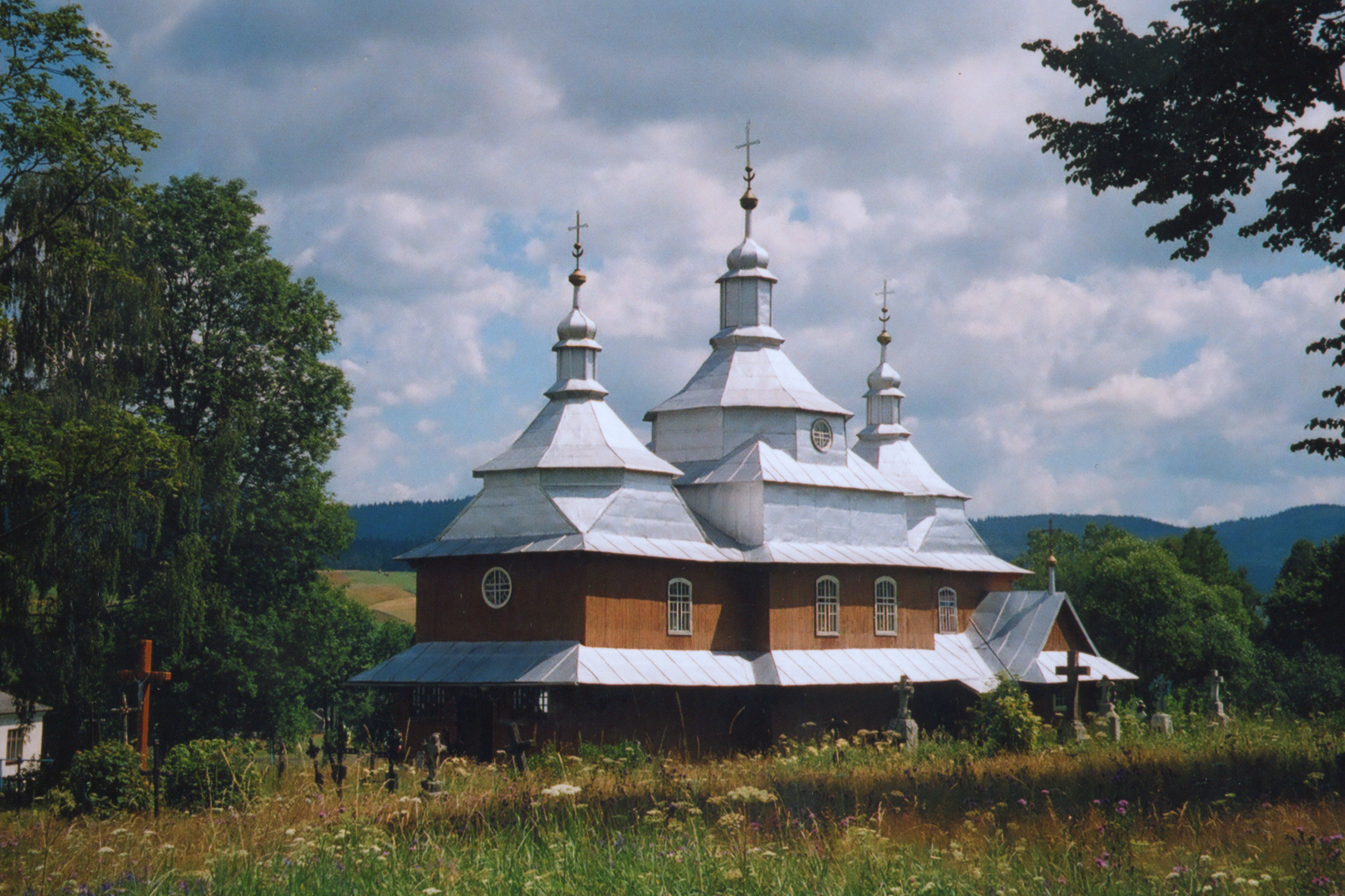
Церква Святого Архангела Михайла- первісний вигляд

В архівних джерелах відмічена наявність канонічно візитованої у 1874 дерев'яної церкви Святого Михайла.
Храм був розташований на сільському цвинтарі, біля автотраси М 06. Від 1979 року входив до пам'яток архітектури державного, а тепер — національного значення.
У своєму плануванні церква дерев'яна, тризрубна, триверха. Її спорудив відомий у Бескидах майстер Лука Снігур у 1874. Унікальністю церкви є закінчення двох бічних об'ємів: перехід від восьмерика до четверика відбувається за допомогою трикутних парусів, що надають храму типово бойківського пірамідального характеру. Церкву оточує піддашшя; з південного боку східного зрубу добудовано приміщення. Уся церква вкрита бляхою.
Дерев'яна двоярусна дзвіниця храму (нижній ярус зрубний, верхній — каркасний) стоїть на південний захід від храму, теж з XIX століття. Дзвіницю перенесли з присілка Сможі — Долинівки.
Храм був патроном «Інституту убогих і сиріт Станіслава графа Скарбка».
Під час ІІ світової війни церква була дещо пошкоджена гранатами в лютому 1915 року, але парафіяни у 1916 році її відновили. Недалеко від церкви були вириті окопи, а на плебанії була конюшня. Тоді в селі згорів лише один будинок.
У архівах відмічено:
- з 1909 — при церкві Братство Найсвятіших Тайн.
- в 1911 — будується нова плебанія
- в 1931 — число душ з містечками Аннаберг (Нагірне), Феліцієнталь (Долинівка) грекокатоликів — 416. Німецькі колонії, латинський костел і священик.
- в 1935 — Братство Найсвятіших Тайн — 160 членів.
- 1939 — Церковна земля — 5 моргів, сінокоси — 5 моргів, не ужитих — 31 морг.
- 1946 — Руска Православна Церква (о. Михайло Блозовський загинув у 1949 році в Українській Повстанській Армії).

| Рік       | Грекокатоликів | Латинників | Євреїв | Парох |
| --------- | -------------- | ---------- | ------ | --- |
| 1882      | 262            | —          | —      | Олександр Миронович, народжений у 1817, рукоположений у 1842, одружений, префект вдовичо-сиротинської каси, декан, радник Митрополичої консистерії |
| 1883      | 268            | —          | —      | Юстин Лучаківський, народжений у 1841, рукоположений у 1865, одружений                                                                             |
| 1886      | 288            | —          | —      | Юстин Лучаківський |
| 1887      | 359            | —          | —      | Нестор Коржинський, народжений у 1861, рукоположений у 1886, одружений                                                                             |
| 1888      | 360            | —          | —      | Юстин Лучаківський |
| 1889      | 371            | —          | —      | Кароль Бардин |
| 1892      | 379            | —          | —      | Михайло Бачинський, народжений у 1866, рукоположений у 1890, одружений                                                                             |
| 1895      | 368            | —          | —      | Михайло Бачинський |
| 1898      | 372            | —          | —      | Микола Гапій, народжений у 1866, рукоположений у 1896, вдівець                                                                                     |
| 1902      | 378            | 155        | 131    | Микола Гапій |
| 1913      | 460            | 165        | 136    | Микола Гапій |
| 1928      | 465            | —          | —      | Антін Мельник, народжений у 1889, рукоположений у 1916, одружений                                                                                  |
| 1935      | 425            | —          | —      | Ярослав Хавалка народився в 1893, рукоположений в 1927, одружений.                                                                                 |
| 1938      | ?              | —          | —      | Олексій Борис народився в 1907 році, рукоположений в 1938.                                                                                         |
| 1943-1945 | ?              | —          | —      | Михайло Блозовський |

- 1961 — церква закрита.
- 1989 — відкрита РПЦ.
- 1997 — почергові відправи УГКЦ — УАПЦ.

В 1998:
- Українська греко-католицька церква — Парох: отець Петро Горічко.

Плебанія збудована з дерева, куплена в 1998 році.
- Православна церква України — 340 душ. Настоятель священник Віталій Когут.

Повністю згоріла 23 березня 2024 року. Збереглась лише дзвіниця.